# Трубочист
Трубочи́ст, труболе́т — специалист по проверке и очистке печных труб, каминов, печей и котлов, а также систем вентиляции.

## Предпосылки
Большая часть грязи в печных трубах — сажа, то есть углерод. Если его накопится много, он становится горючим; возгорания печной сажи — нередкая причина пожаров. Если на печи/плите ещё и готовят, получается жирная сажа, ещё более пожароопасная.
Кроме того, в отходящих газах бывают оксиды серы и азота — особенно при сжигании каменного угля, органического мусора. Соединяясь с водой, они превращаются в кислоты, которые разъедают кирпичные и стальные конструкции.
В больших домах дымоходы бывают сложной конструкции, и забраться в них довольно сложно. Изначально этим занимались мальчики субтильного телосложения, сейчас для этого используются тросы с видеокамерами, а на трубах делают чистильные люки.

## История
Несмотря на то, что работы по очистке дымовых труб выполнялись мастеровыми людьми испокон веков, принято считать, что официальное признание профессия трубочиста получила 11.02.1778 года — в этот день король Дании Кристиан VII издал указ о создании ремесленного цеха датских трубочистов. С тех пор свой профессиональный праздник трубочисты отмечают 11 февраля.
В XVIII веке для очистки труб привлекали мальчиков начиная с 4–6 лет, впоследствии у этих детей развивалась так называемая «сажевая бородавка», как тогда называли рак, возникающий от постоянного контакта кожи с сажей. Чаще всего поражалась мошонка, поскольку кожа в этом месте очень тонкая и обильно снабжена сальными железами, сквозь которые происходит всасывание сажи. В результате вначале на коже мошонки возникает болезненная язва, затем она прорастает в яичко, которое разбухает и твердеет. Опухоль быстро даёт метастазы в пах и брюшную полость, что приводит к мучительной смерти. Это заболевание впервые описал в 1775 году знаменитый хирург Персиваль Потт, назвав его «раком трубочистов».
В 1788 году это открытие привело к первому закону о защите человека от канцерогенов на рабочем месте. Британский парламент запретил трубочистам использовать труд мальчиков младше 8 лет. В дальнейшем минимальный возраст привлечения к профессии повысился до 16 лет.
Также Потт обратил внимание на то, что в Шотландии и Германии «раком трубочиста» не болеют — там для очистки трубы пользовались длинной палкой с намотанными на неё тряпками. Однако в Англии в многоэтажных домах дымоходы представляли собой узкие кирпичные коридоры громадной длины, со многими поворотами и углами, прочистить которые могли только дети. Борьба с «раком трубочиста» продолжалась весь XIX век.

## Стереотипы о трубочисте
Трубочисты были изгоями общества, поэтому свою работу они старались выполнять ночью или рано утром, подальше от чистой публики. Их работа была покрыта тайной, а вымазанное лицо напоминало маску. К тому же сажа символизирует животворящий огонь, а если он работает на высоте и ничего с ним не делается — значит, ему сопутствует удача. Отсюда суеверие: увидел грязного трубочиста — на счастье. Чистый трубочист этой магической силы не имеет. Некоторые верят в примету — если загадать желание и при встрече с трубочистом потереть его пуговицу, то желание исполнится.
Когда в моду вошли цилиндры, трубочисты стали шутки ради носить недорогие клеёнчатые цилиндры. Впрочем, выяснилось, что это довольно практичная шляпа: внутрь можно положить мелкий инвентарь. Говорят, что цилиндр может уберечь от падающего кирпича — впрочем, это сомнительно, да и на высоте трубочист снимает цилиндр и надевает кепсель — облегающую шапочку.
Трубочист в народе стал эталоном грязной работы: «Ты чернее трубочиста, полюбуйся на себя» («Мойдодыр»).

## Современный трубочист
Трубочисты будут существовать, пока есть печи и котлы, работающие на угле, дровах. Для газовых котлов трубочист не нужен так как у газового котла коаксиальный дымоход 6 см в диаметре и приспособление для чистки труб туда не пролезет. Помимо собственно чистки, трубочисты занимаются:
- строительством, ремонтом и перестройкой дымоходов, вентиляционных и вытяжных труб;
- экспертными заключениями о конструкции и состоянии труб;
- гильзовкой дымоходов — внутрь трубы помещается гильза из кислотостойкой стали;
- обмуровкой дымоходов — труба оштукатуривается специальной штукатуркой.

Современный чистильщик дымоходов (именно так сейчас официально называют трубочистов в России) разъезжает в автофургоне, в своей работе широко использует компьютерную технику для контроля уровня выбросов вредных веществ в атмосферу, проводит обследование дымоходов с помощью специальных мини-видеокамер и тепловизора. Чистка дымоходов проводится щёточными машинами, используются специальные вакуумные установки (пылесосы).

## Трубочист в культуре
- «Чист, как трубочист» — характеристика неопрятности: Пословицы русского народа, В. И. Даль[3].
- Ганс Христиан Андерсен, пер. Анна Васильевна Ганзен, «Пастушка и трубочист»
- Саша Чёрный, «Трубочист»
- «Последний трубочист» — мультфильм 1964 года режиссёра Эльберта Туганова.
- Chim Chim Cher-ee — песня трубочистов в исполнении Дика Ван Дайка из голливудской экранизации 1964 года книг о Мэри Поппинс, получившая Премию «Оскар» за лучшую песню к фильму.